# Rainford
Rainford – miasto w Anglii, w hrabstwie ceremonialnym Merseyside, w dystrykcie metropolitalnym St Helens. Leży 18 km na północny wschód od centrum Liverpool i 286 km na północny zachód od Londynu. W 2001 miasto liczyło 8344 mieszkańców.